# Short Bomber
Le Short Bomber était un biplan biplace conçu par la firme britannique Short Brothers et destiné à des missions de reconnaissance à longue distance, de bombardement et de torpillage. Il s'agit de la version « terrestre » de l'hydravion qui connut un grand succès, le Short Type 184.

## Conception et développement
Le Bomber était un biplan avec des ailes à trois sections, dont la structure en bois était recouverte de tissu. Cet appareil combiné le fuselage initialement conçu pour l'hydravion Short Type 184 avec les ailes d'un autre hydravion le Short Admiralty Type 166 (en) .
Le fuselage, relié directement à l'aile inférieure, était de section carré à la base mais s'arrondissait sur sa partie supérieure. L'empennage incluait une gouverne de profondeur avec une seule dérive et gouverne de direction. Le train d'atterrissage consistait en quatre roues réparties deux à deux sous le nez et d'un patin sous la queue. Le cockpit avec ses deux sièges en tandem était placé en arrière des ailes. Initialement le mitrailleur-observateur occupait la place de devant et devait alors se tenir debout pour servir la mitrailleuse installée sur le plan supérieur. Cette opération plutôt précaire fut supprimée lors de l'installation de la mitrailleuse sur un anneau à la place arrière. Sur les appareils de production, le pilote occupait donc le cockpit avant et le mitrailleur celui de derrière. À noter que les commandes de vol étaient disponibles dans les deux places.
Le biplan de Short était motorisé avec un Rolls-Royce Eagle ou un Sunbeam monté dans le nez qui entrainait une hélice en bois bipale à pas fixe. Côté armement, une mitrailleuse Lewis Mark II en calibre .303 British (soit 7,7 mm) assurait la défense et l'appareil pouvait transporter soit une torpille aérienne Whitehead de 14 pouces (356 mm de diamètre) et 370 kg ou soit près de 408 kg de bombes.
Le prototype fut testé en 1915 par le pilote d'essai « maison » de Short, Ronald Kemp, et révéla qu'il lui était impossible de décoller avec sa charge offensive prévue (6 bombes de 112 livres soit 51 kg). En conséquence, la surface alaire fut augmenté de 3,56 m2. Ce correctif permis de pallier le problème de portance mais induit une forte instabilité de l'appareil en lacet et tangage. Le fuselage fut alors allongé de 1,35 m pour modifier le centre de gravité. Un grand nombre d'exemplaires du "Short Bomber" furent commandés à la firme ainsi qu'à d'autres sous-traitants. Les premières unités de production étaient sur le modèle du prototype mais furent toutes modifiées par la suite pour tenir compte des améliorations de la tenue de vol.

## Engagements
Le Short Bomber vola pour la première fois en 1915 et plus de 80 exemplaires furent produits — 36 par Short et le reste par des sous-traitants comme Mann Egerton (en) (20 unités), Sunbeam (15), Parnall (6) et Phoenix Aircraft Ltd (7). Son entrée en service opérationnel se fit vers la fin 1916 au sein du No. 7 Squadron RNAS.
Son premier engagement au combat se déroula lors de la Première Guerre mondiale dans la nuit du 15 novembre 1916. Durant cette mission 4 Short Bomber, armés chacun de 8 bombes de 30 kg, attaquèrent des objectifs allemands près de Ostende (Belgique) en compagnie de 18 Caudron G.4. Les appareils du No. 7 Squadron continuèrent leurs opérations de bombardement durant tout l'hiver 1916-1917, mais ils furent rapidement retirés du service actif en avril 1917, en raison de leur sous motorisation. À cette date, le Short Bomber fut remplacé par des appareils plus puissants, comme le bimoteur Handley Page Type O/100.
Les dernières missions opérationnelles du Short furent de bombarder le môle du port de Zeebruges durant quatre nuits consécutives, en avril 1917, afin de préparer l'Operation Zo du 23 avril 1918.

## Utilisateurs
Royaume-Uni de Grande-Bretagne et d'Irlande
- Royal Naval Air Service
  - No. 7 Squadron RNAS (en)
- Royal Flying Corps

### Développement lié
Short Type 184